# Лактионов, Сергей Владимирович
Сергей Владимирович Лактионов (укр. Сергій Володимирович Лактіонов; род. 3 октября 1967, Нововладимировка, Херсонская область) — советский и украинский футболист, полузащитник, тренер.

## Биография
В первенстве СССР выступал за команды второй лиги «Звезда» Кировоград (1984—1985, 1988—1989), СКА Киев (1987), «Заря» Бельцы (1989), «Кремень» Кременчуг (1990—1991). В 1992 году провёл 30 игр, забил три гола в чемпионате Украины за «Кремень». В дальнейшем играл за клубы первых лиг Украины «Полиграфтехника» Александрия (1993—1996, 1999), «Звезда» Кировоград (2000—2001), «Нива» Тернополь (2002) и России «Нефтехимик» Нижнекамск (1996—1998). В 2000 году играл за клуб второй лиги Украины «Борисфен» Борисполь.
После окончания профессиональной карьеры выступал в составе клубов «Европа» Прилуки (2003), «Заря» Гайворон (2004, 2009), «Ильичёвец-Умань» Умань (2006), «УкрАгроКом-2» Головковка (2010).
C 2010 года — тренер ФК «УкгрАгроКом». После объединения клуба с ФК «Александрия» в 2014 — тренер основной команды ФК «Александрия».